# TV4 (Švédsko)
TV4 je švédská komerční televizní stanice. Byla založena 15. září 1990, kdy začala vysílat přes satelit. Od roku 1992 rozšiřuje signál pozemního vysílání a o dva roky později (v roce 1994) se stala největší televizní stanicí ve Švédsku.
Nicméně po několika změnách v roce 2001 se stanice SVT1 mohla pochlubit podobným počtem diváků každý komerční stanice TV4. Od roku 2004 je řádným členem Evropské vysílací unie.